# Agnieszka Osiecka
Agnieszka Osiecka (1936-1997) est une poétesse polonaise, auteur des paroles de plus de deux mille chansons, écrivaine, metteur en scène de pièces de théâtre et de télévision, journaliste.

## Biographie
Elle naît le 9 octobre 1936 à Varsovie. Elle étudie le journalisme à l'Université de Varsovie (1952-1956) et la mise en scène à l'École supérieure de théâtre et de cinéma de Łódź. À partir de 1954, elle collabore avec le STS (« Théâtre étudiant des humoristes ») dans le conseil duquel elle siège jusqu'en 1972. C'est là qu'elle débute en tant que parolière ; elle y écrit 166 chansons.
Dans les années 1954-1957, elle publie ses textes, essais et reportages dans Głos Wybrzeża, Nowa Kultura, Sztandar Młodych, Po prostu. Puis elle écrit pour Literatura, Kultura, et Polska. Elle est membre de l'Association des écrivains polonais.
Pendant sept ans elle est animatrice du « Studio de la chanson » à la Radio polonaise, qui publie plus de 500 chansons et qui permet de promouvoir de nombreuses vedettes de la scène musicale polonaise. Agnieszka Osiecka écrit les paroles pour de véritables stars de la scène polonaise comme Maryla Rodowicz, Kalina Jędrusik ou Krystyna Janda.
À partir de 1994, elle collabore avec le Teatr Atelier de Sopot pour lequel elle a écrit ses dernières pièces jugées par la critique les meilleures dans sa carrière. De fait elle prend une part très active dans la direction de ce théâtre auprès de son directeur André Ochodlo. Chaque année y a lieu la demi-finale des concerts du concours Pamiętajmy o Osieckiej (« Souvenons-nous d'Osiecka ») pour la meilleure interprétation de ses chansons. De plus, le studio du troisième programme de la Radio polonaise, dans lequel ont lieu des concerts prestigieux des vedettes nationales, porte le nom d'Agnieszka Osiecka.
Agnieszka Osiecka meurt le 7 mars 1997 à Varsovie des suites d'un cancer du côlon. Elle est enterrée au cimetière de Powązki. La fille de la poétesse, Agata Passent (en), qu'elle a eu avec le journaliste Daniel Passent, crée ensuite la fondation Agnieszka-Osiecka (d) Okularnicy (« Porteurs de lunettes ») pour entretenir sa mémoire et maintenir en vie son héritage littéraire.

## Agnieszka Osiecka et Marek Hłasko
Leur amour se développe entre 1956 et 1957. Agnieszka est alors une étudiante de vingt et un ans, en revanche Marek Hłasko est connu dans tout le pays grâce au succès de son premier conte Pierwszy krok w chmurach (« Premier pas dans les nuages »). Leur relation est assez houleuse principalement du fait que Hłasko ne peut revenir en Pologne après l'avoir quittée. Agnieszka Osiecka fait tout pour qu'il reçoive l'accord de la part des autorités communistes pour son retour. En vain. Elle rencontre Hłasko pour la dernière fois en avril 1968 à Los Angeles. Elle effectue alors un voyage aux États-Unis grâce à une bourse. Tout ce que lui reste après la mort de son grand amour, c'est la correspondance privée qu'il entretient avec elle, ainsi qu'une machine à écrire. Elle la garde sur son bureau jusqu'à la mort.

## Agnieszka Osiecka et Jeremi Przybora
En septembre 2010, la maison d'édition Agora SA (en) publie le volume de la correspondance privée entre Agnieszka Osiecka et Jeremi Przybora (en) datant des années 1964–1966 intitulé Agnieszki Osieckiej i Jeremiego Przybory listy na wyczerpanym papierze (« Lettres d'Agnieszka Osiecka et de Jeremi Przybora sur papier à la main épuisée »).

### Œuvres
Agnieszka Osiecka est l'auteure de quelque 2 000 textes de chanson, dont beaucoup figurent sur les volumes suivants :
- Kolory - Couleurs (1963)
- Wyszłam i nie wróciłam - Je suis sortie et je ne suis pas revenue (1969)
- Listy śpiewające - Lettres chantées (1970)
- Sztuczny miód - Miel artificiel (1977)
- Żywa reklama - Pub en direct (1985)
- Śpiewające piaski - Les Sables chantants (1989)
- Opisanie szopki - La Description de la crèche (1991)

En 2004, sous l'égide de la fondation Okularnicy, les éditions PWM (en) ont commencé l'édition du (« Grand recueil de chansons d'Agnieszka Osiecka ») (Wielki śpiewnik Agnieszki Osieckiej), comptant près de 500 chansons. À l'origine, il était prévu de sortir 14 volumes, mais du fait de la perte du soutien financier initial, le volume 10 sorti en 2009 s'est avéré être le dernier.
En 2020, une nouvelle anthologie d'œuvres choisies est parue chez Prószyński Media (d) sous le titre « Wiersze prawie wszystkie » (Œuvres presque complètes)  (ISBN 978-83-8234-042-6) (t. I),  (ISBN 978-83-8234-043-3) (t. II)

### Ouvrages consacrés à Agnieszka Osiecka
- Hanna Bakuła, Ostatni bal. Listy do Agnieszki Osieckiej. Muza S.A., 2002.
- Izolda Kiec, Złodzieje szczęścia czyli Agnieszki Osieckiej sposób na życie. Instytut Historii Uniwersytetu im. Adama Mickiewicza w Poznańiu, 2000.
- Bartosz Michalak, Na zakręcie. Agnieszka Osiecka we wspomnieniach. bis, Warszawa, 2001.
- Piotr Derlatka, Anna Lambryczak, Michał Traczyk, Agnieszka Osiecka o kobietach, meżczyznach i świecie. Poznańskie Studia Polonistyczne, Poznań, 2003.
- Zofia Turowska, Agnieszki. Pejzaże z Agnieszką Osiecką. Prószyński i S-ka, Warszawa, 2000, 2002.